# Augusto César Cardoso de Carvalho
Augusto César Cardoso de Carvalho (Lisboa, 31 de março de 1836 — Lisboa, 3 de fevereiro de 1905) foi um militar da Armada Portuguesa e administrador colonial que, entre outras funções, foi o 54.º Governador do Timor português (1880 a 1881) e o 102.º Governador-Geral do Estado da Índia (1886 a 1889).

## Biografia
Completou o curso preparatório da Escola Politécnica em 1852 e o curso da Escola Naval em 1856. Realizou uma comissão em Angola onde embarcou no brigue Vila Flor e na corveta Goa, a que se seguiu uma outra comissão a bordo do brigue D. João de Castro, no Estado da Índia.
Em 1880 foi promovido a capitão-de-fragata e nomeado governador de Timor. Mais tarde foi nomeado governador do Estado da Índia, 1886-1889, e em 1899 foi promovido a contra-almirante e transferido para o governo de Cabo Verde.
Em 1892 foi nomeado comandante da Escola Naval e em 1895 comandante do Corpo de Marinheiros da Armada. Foi promovido a vice-almirante em 1901 e faleceu em 3 de fevereiro de 1905.